# 河北梨
河北梨（学名：Pyrus hopeiensis）为蔷薇科梨属下的落叶乔木。

## 扩展阅读
- 維基物種上的相關：河北梨